# Seznam proboštů Metropolitní kapituly u svatého Václava v Olomouci
Tato dignita existuje v olomoucké kapitule od r. 1204/1205.
- Štěpán, 1204–1220
- Dětřich z Fulštejna, 1228–1238
- Mikuláš z Brna, 1247–1259
- Herbord z Fulštejna, 1261–1270
- Vojtěch Stahrenberg, 1272–1275
- Aleš, 1278–1282
- Cyrus, 1282–1310
- Dětřich, 1315–
- Sbor z Plavče, 1318–1340
- Bartoloměj z Pavlovic, 1340–1349
- Jan z Tasova, 1351–1361
- Herbord z Fulštejna, 1364–1369
- Petr z Vratislavi, 1369–1371
- Bedřich z Olbramkostela, 1375–1378
- Jakub z Uničova, 1378–1380
- Matěj z Mutěnína, 1385–1389
- Jan z Malešic, 1394–1412
- Racek z Trpenovic, ?–1420
- Konrád ze Zvole, 1420–1430
- Pavel z Prahy, 1430–1440
- Jan z Hodonína, 1440–1444
- Jan Ház z Brna, 1444–1450
- Jan z Lomnice, 1451–1464
- Benedikt z Valdštejna, 1464–1492
- Konrád Tomáš Weydman, 1492–1498
- Augustin Olomoucký, 1498–1513
- Václav z Vilhartic, 1514–1541
- Jindřich Kuna z Kunštátu, 1541–1553
- Ondřej Pavlát, 1553–
- Albík z Duban, 1554–1577
- Zbyněk Berka z Dubé a Lipé, 1577–1583
- Jan Sternský ze Sternu, 1583–1607
- Benedikt Knauer, 1608–1609
- Martin Václav z Griefenthalu, 1609–1617
- Václav Pilař z Pilhu, 1617–1622
- Hynek Jindřich Novohradský z Kolovrat, 1622–1629
- Jan Arnošt Platejs z Platenštejna, 1629–1637
- Kašpar Karas z Rhomsteinu, 1639–1646
- Francisco Requesens, 1653–1658
- František Eliáš Kastelle, 1659–1672
- Volfgang Karel Krichpaum, 1672–1695
- Karel Julius Orlík z Laziska, 1695–1696
- Maxmilián Adam z Lichtensteinu-Castelcorna, 1696–1709
- Vilém Vojtěch Kolowrat, 1709–1716
- František Ferdinand Oedt, 1717–1730
- Otto Honorius von Egkh und Hungersbach, 1730–1748
- Karel Martinic, 1748–1767
- Jan Karel Leopold von Scherffenberg, 1767–1771
- František Ludvík Serény, 1771–1780
- Jan Matěj Butz z Rollsbergu, 1780–1803
- Václav Filip Clary-Aldringen, 1803–1811
- Maria Waichard Trauttmannsdorff, 1812–1826
- Emerich Sztaray von Nág – Mihály, 1826–1828
- Jan Serény, 1828–1830
- Maxmilián Josef Sommerau-Beckh, 1831–1836
- Jan Křtitel Peteani ze Steinbergu, 1837–1864
- Vilém Schneeburg, 1864–1880
- Emanuel Pötting-Persing, 1880–1898
- Jan Weinlich, 1898–1905
- Vilém Blažek, 1906–1908
- Adam Potulicki, 1908–1912
- Karel Wisnar, 1912–1920
- Max Mayer von Wallerstein, 1921–1928
- Zikmund Václav Halka-Ledóchowski, 1930–1931
- Josef Schinzel, 1932–1944
- Oldřich Karlík, 1944–
- Bernard Přerovský 1975–
- Vojtěch Tkadlčík 1990–1994
- Bohumír Vitásek 2007-2017
- Ladislav Švirák 2018-